# Triaspis xylophagi
Triaspis xylophagi är en stekelart som beskrevs av Fischer 1966. Triaspis xylophagi ingår i släktet Triaspis och familjen bracksteklar. Inga underarter finns listade i Catalogue of Life.